# Agur Jaunak

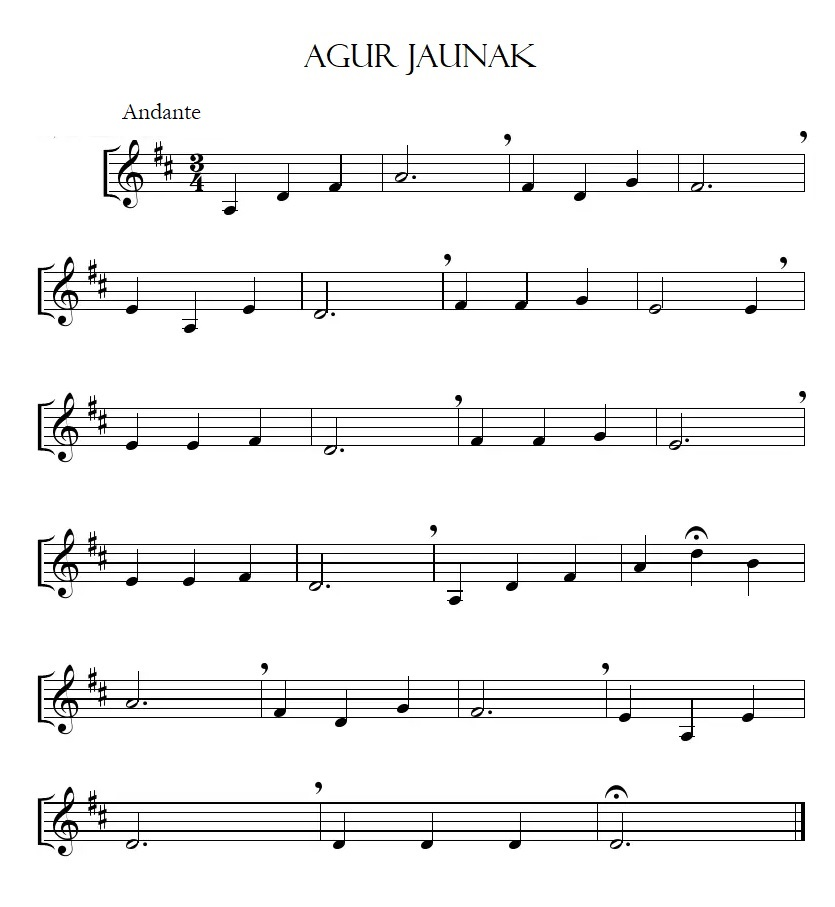
Partition.

Pour les articles homonymes, voir Agur.
Agur Jaunak est une chanson basque qui est chantée lors de cérémonies particulières visant à accueillir une personne chère ou en honneur d'une personne. Elle est chantée par des chœurs d'hommes, principalement en église, mais également lors des fêtes de Bayonne ou de Dax.

## Paroles
Agur, jaunak!
Jaunak, agur!
agur t'erdi.
Jaungoikoak
egiñak gire:
zuek eta
bai gu ere.
Agur, jaunak!
Jaunak Agur.
Hemen gire.
Agur, jaunak!

### Traduction en français
Salut messieurs,
Messieurs salut.
Salut et demi
Nous sommes créés
Par le Bon Dieu
Et vous et nous aussi.
Salut, messieurs,
Messieurs salut!
Nous sommes ici
Salut messieurs,,,

## Origines
La plus ancienne référence connue de l'Agur Jaunak est  citée par Origen del Agur Jaunak 
Elle évoque un évènement sportif qui s'est déroulé à Saint-Jean-Pied-de-Port vers 1851.
Le grand champion de pelote basque Manuel Lecuona dit Urtxale (1828-1901) né à Oiartzun, à l'issue d'une partie de pelote a été apostrophé par un jeune qui, au nom de camarades pelotaris locaux, lui lança un défi à l'aide de ce chant.
Urtxale, qui était aussi joueur de guitare et chanteur, ému par la beauté de ce chant, l'a conservé et en a fait part à son ami le musicologue gipuzkoan Antonio Peña y Goñi (1846-1896).
Dans le but de le faire éditer dans l'Ilustración Musical, ce dernier écrivit à son directeur Felipe Pedrell, la lettre de 1892 citée en référence. Il fut publié sous le titre Euskaldun lotoskaria.
La première interprétation officielle de l'Agur Jaunak a eu lieu en 1918 à l'occasion du Congrès d'Études Basques à Oñate par choix du député Ignacio Pérez-Arreguy et du Père Donostia qui en fit une harmonisation pour trompettes et txistus.